# 청자음각 앵무문 정병
청자음각 앵무문 정병(靑磁陰刻鸚鵡文淨甁)은 서울특별시에 있는 고려시대의 청자이다. 2020년 2월 13일 서울특별시의 유형문화재 제459호로 지정되었다.

## 지정 사유
『청자음각 앵무문 정병(靑磁陰刻鸚鵡文淨甁)』은 높이 39cm의 청자 정병(靜甁)으로 몸체는 어깨가 풍만한 참외형이며, 원통형의 긴 목 위로 환대(環臺)와 팔각(八角)으로 모깎기한 첨대(尖臺), 주구(注口)와 뚜껑의 구조로 구성되어 있다.
고려청자 정병의 전형적인 형태를 보여주며, 유태의 품질과 제작 수법 등으로 보아 고려 12세기경 강진 등지에서 고급 수요층을 위해 제작된 양질의 청자로 판단된다. 특히, 몸체에 음각된 앵무문은 중국 월주요 청자의 영향을 보여주는 것으로 보물 제1036호 <청자상감 앵무문 표형주자>와 클리블랜드뮤지엄 소장 <청자음각 앵무문 정병> 외에 알려진 바 없어 희소성이 높다.
따라서 고려시대 청자 정병을 대표하는 유물 가운데 하나로 평가되므로 서울시 유형문화재로 지정하여 보존 ‧ 관리하는 것이 타당하다.

## 조사보고서
대상 문화재는 높이 39cm의 청자 정병(靜甁)으로 몸체는 어깨가 풍만한 참외형이며, 원통형의 긴 목 위로 환대(環臺)와 팔각으로 모깎기 한 첨대(尖臺)가 구성되어 있다. 또한 어깨에는 주구와 뚜껑을 갖추었으며 굽은 살짝 벌어져 있어 안정감을 준다.
미세한 사립(砂粒)이 약간 포함된 치밀질의 밝은 회청색 태토를 사용하여 몸체를 물레 성형한 다음 첨대와 주구(注口)를 부착해 제작하였다. 몸체에는 가는 음각으로 문양을 새겨 넣었는데, 문양은 어깨부분에 횡선문대를 두르고 그 위쪽으로 5개의 초문(草文)을 돌아가며 배치하였으며 몸체중앙에는 앵무새 3마리를 주구의 양옆과 맞은편에 큼직하게 표현하였다.
몸체에는 굽 안바닥까지 전면에 담청녹색이 도는 반투명 유약을 입혔는데 부분적으로 유층이 얇거나 유가 벗겨진 곳이 있으나 대체로 유약의 용융상태가 좋아 발색이 고르고 빙열이 없으며 표면에 광택이 풍부하다. 굽 접지면에는 유약을 닦아내고 11∼12곳에 내화토(또는 내화토빚음)를 받쳐구운 것으로 추정되는데 현재는 받침자국이 남아있지 않다. 뚜껑의 내면에는 작은 내화토빚음을 받쳤던 자국이 4곳에 남아있다.
이 정병의 굽 안바닥 유면에 미세한 균열이 있으나 손상이 크지 않으며 그밖에 파손ㆍ결손ㆍ수리된 곳이 발견되지 않는다. 보존상태가 양호하여 제작 당시의 모습을 온전히 유지하고 있다. 본 문화재는 첨대와 주구, 뚜껑의 구조를 모두 갖추고 있으며 고려청자 정병의 전형적인 형태를 보여주는데, 유태의 품질과 제작수법 등으로 보아 고려 12세기경 강진 등지에서 고급 수요층을 위해 제작된 양질의 청자로 판단된다. <청자상감 연지원앙문 정병(국보 제66호)>과 비교하면 첨대와 주구가 짧아 다소 둔중한 느낌이 있지만 상대적으로 양감이 풍부하며 현전하는 청자정병들의 높이가 대체로 34∼37cm 내외인데 비해 크기가 큰 편에 속한다.
특히, 몸체에 시문된 앵무문은 중국 월주요 청자의 영향을 보여주는 것으로 고려청자의 경우 발이나 접시, 합 등에 주로 장식되었으나 이처럼 정병에 표현된 것은 흔치 않다. 지금까지 알려진 자료로는 정병은 아니지만 <청자 앵무문 표형주자(보물 제1036호)>의 주자에 앵무문이 상감기법으로 표현된 예가 있으며, 3마리 앵무새의 배치와 기법, 구조 등에서 가장 유사한 유물로 미국 클리블랜드뮤지엄에 소장된 <청자음각 앵무문 정병>이 있다.

## 같이 보기
- 청자 상감연지원앙문 정병 - 국보 제66호, 간송미술관 소장
- 청자 상감앵무문 표주박모양 주전자 - 보물 제1036호, 삼성미술관 리움 소장

## 참고 문헌
- 청자음각 앵무문 정병 - 국가유산청 국가유산포털